# 澳底御上陸紀念碑
澳底御上陸紀念碑，是曾存在於臺灣新北市貢寮區澳底的紀念碑，因紀念北白川宮能久親王登陸臺灣及紮營而設立。今已更改為鹽寮抗日紀念碑。

## 沿革

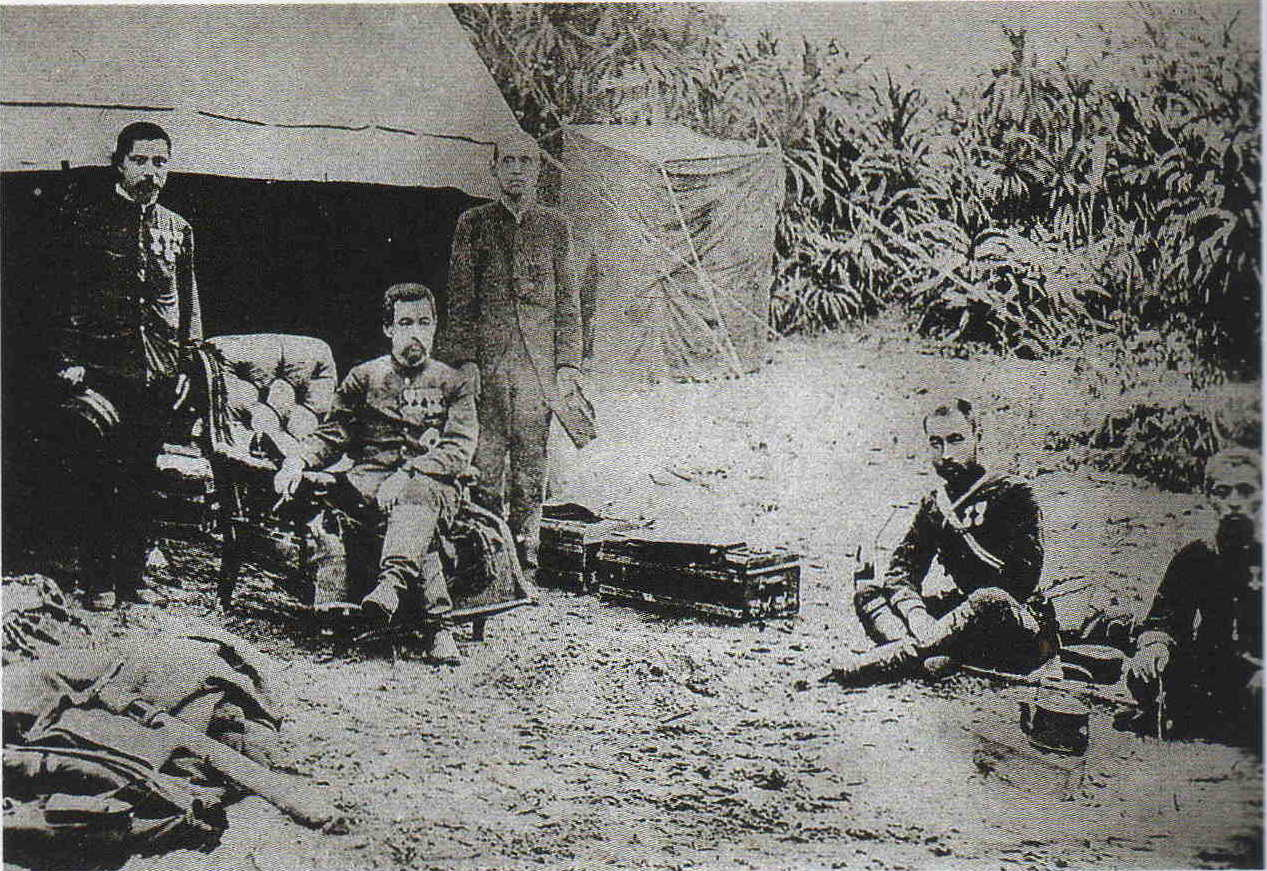
北白川宮能久親王在澳底紮營

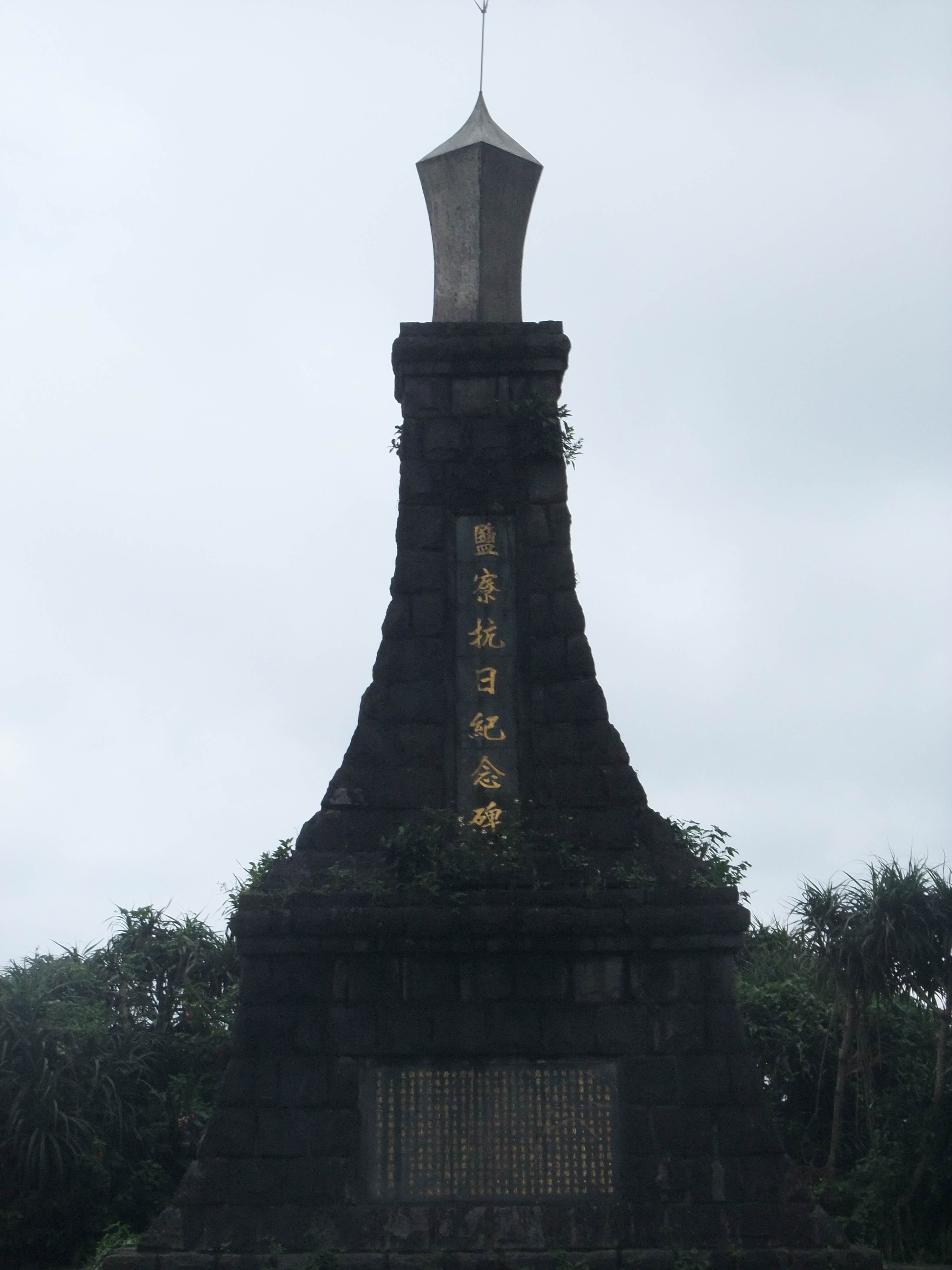
鹽寮抗日紀念碑

1895年馬關條約簽署後，澳底接收台灣的北白川宮能久親王率領近衛師團最先登陸臺灣的地點。1895年5月29日，北白川宮能久親王搭乘的薩摩丸和其他船艦抵達三貂角東方海灣，在偵查人員先行上路後，北白川宮能久親王在5月31日上午登陸台灣，並在沙灘的林投樹林邊搭帳，而樺山資紀亦在同日下午登陸台灣，並囑咐參謀長鮫島重雄：「此地乃日本皇族首次登陸此島之處，他日應立紀念碑」。故由管理部長佐本壽人立了寫有「近衛師團長陸軍中將大勳位能久親王幕營之地」的木標誌，並在1896年4月改為「澳底御上陸紀念碑」，碑最上方的碑文是樺山總督命令臺北砲兵工廠（後來改為鐵道部台北工場）用清軍的戰利砲改鑄成砲彈型的銅標，高1米50厘，碑身中段為高1米80厘的鐵台，碑座為高約2米的三段石臺。碑正面朝東，刻有「北白川宮征討紀念碑」9字，背面碑文如下：
明治二十八年戰役之後、臺灣全土歸我版圖矣、而土匪蜂起頑抗、北白川宮、以近衛師團長、遂能奏討賊之功、其偉勳赫赫、耀于萬世、三貂嶺我軍初上陸、置師團司令部之地、今乃建石此地、以傳後世。
明治二十九年四月 臺灣總督海軍大將伯爵 樺山資紀 謹誌

臺北砲兵工廠陸軍砲兵少佐從六位勳五等 南部茂時、陸軍砲兵大尉正七位勳六等 時澤有一、陸軍技手勳八等 松本六雄、鑄工 酒井藤兵衛、模工 千田恆雄 謹誌
1905年，紀念碑周圍建造了石垣。1933年，貢寮庄役場附近設立了木造的休憩所，以便前來參拜的人使用，臺北州亦在隔年設立了混凝土造的休憩所。此處又被稱為澳底御上陸地，在日治時期1933年依《史蹟名勝天然紀念物保存法》列入「國指定史蹟」，並列入台北州指定史蹟。
此碑在中華民國接管臺灣後遭民眾搗毀，之後為紀念乙未戰爭的抗日歷史，利用原有之碑座，在1975年改建為「鹽寮抗日紀念碑」，但事實上當時日軍登陸當地並未發生抗日事件。。

### 鹽寮抗日紀念碑
鹽寮抗日紀念碑於1975年10月25日於鹽寮海濱公園落成，以紀念臺灣光復30周年，該紀念碑為八邊形的底座，正方形的碑身，整體高度約8.8公尺。並由時任臺北縣貢寮鄉長洪進添撰文立碑：
光緒三十年甲午之後，日人肆虐，翌年乙未三月，索割我台灣及澎湖群島，台胞聞耗，上書清廷，哀籲請止，不報；乃自組義軍，以圖死守。是年五月， 日人遣其大將樺山資紀率師侵台。先以軍艦窺淡水、基隆二港，以我戒備森嚴，未能入犯；遂沿海東向，見澳底鹽寮沿岸，兵力薄弱， 乃於月之六日下午，由其北百川宮能久親王所率之近衛師團，潛師此處登陸。守軍寡不敵眾，小戰即退，鹽寮遂陷。日軍乘我部署未定，兼程疾馳。 十五日陷臺北府城。時義軍蜂起，殊死抵抗。十一月十七日，相約圍攻臺北府城。本鄉烈士林李成首先發難，遂復頂雙溪及三貂一帶， 致基隆至宜蘭之交通，斷絕者數日。一時北台義幟，爭先奮起；日軍遂疲於奔命。自是之後，義士赴難，烈士灑血，於日人據台五十年中，無時或歇， 直可驚天地而泣鬼神，誠我偉大民族精神，有以致之。適值本省光復三十週年，緬懷先烈，爰立碑於此，以資紀念。 　　臺北縣貢寮鄉長洪進添謹誌

## 外部連結
- 鹽寮抗日紀念碑 - 新北市觀光旅遊網 （页面存档备份，存于）